# Bulli (New South Wales)
Bulli ist ein nördlicher Vorort von Wollongong an der Südküste von New South Wales, Australien. Der Ort hat rund 6800 Einwohner.
Ab den 1860er Jahren wurde in Bulli Kohle abgebaut. Die Bergbauaktivitäten wurden in der zweiten Hälfte des 20. Jahrhunderts nach und nach eingestellt.
Die Kleinstadt gilt mit ihren Stränden als bevorzugtes Reiseziel in der Küstenregion Illawarra. Bulli liegt 72 Kilometer südlich von Sydney über die M1 und den Princes Highway. Eine landschaftlich reizvolle Route führt über den Royal-Nationalpark und Stanwell Tops und ist 86 Kilometer lang.

## Persönlichkeiten
- David Campbell (* 1957), Politiker